# 成島康史
成島 康史（なるしま やすし）は、日本の数理学者。横浜国立大学大学院国際社会科学研究院国際社会科学部門准教授。

## 主な略歴
- 2002年3月  東京理科大学理学部第一部応用数学科卒業
- 2004年3月  東京理科大学大学院理学研究科数学専攻修士課程修了
- 2007年3月  東京理科大学大学院理学研究科数学専攻博士課程修了
- 2007年4月  東京理科大学理学部第1部数理情報科学科助教
- 2010年10月 福島工業高等専門学校コミュニケーション情報学科助教
- 2012年4月　横浜国立大学経営学部経営システム科学科准教授
- 2013年4月　横浜国立大学大学院国際社会科学研究院（経営系）准教授（組織改変による）現職

## 主な所属学会
- 日本オペレーションズ・リサーチ学会
- 日本応用数理学会など

## 主な受賞
- 2008年3月　日本オペレーションズ・リサーチ学会文献賞奨励賞

## 著書
- 『応用数理ハンドブック』朝倉書店、2013年。
- 『数理工学辞典』朝倉書店、2011年。